# Mimallo
Mimallo is een geslacht van vlinders van de familie Mimallonidae.

## Soorten
- M. almeidai Pearson, 1951
- M. amilia Stoll, 1780
- M. brosica Schaus, 1928
- M. garretti Schaus, 1934
- M. hector Dognin, 1924
- M. neoamilia Pearson, 1951
- M. saturata Walker, 1855